# Anatoli Sergejewitsch Komarowski
Anatoli Sergejewitsch Komarowski (russisch Анатолий Сергеевич Комаровский; * 7. November 1909 in Moskau; † 23. Juni 1955 ebenda) war ein russischer Musiker.
1929 absolvierte er die Rachmaninow-Musikfachschule im Fach Violine. Von 1937 bis 1941 studierte er am Moskauer Konservatorium das Fach Komposition bei Wissarion Jakowlewitsch Schebalin. Von 1931 bis 1933 war er musikalischer Leiter, Komponist und Dirigent am „Theater der Satire“ und am Theater „Rote Fackel“ in Nowosibirsk, 1933 bis 1936 Erster Geiger und Konzertmeister im Moskauer Theater „Romen“ und von 1936 bis 1939 musikalischer Leiter am Dramatischen Theater in Tula.
In den Kriegsjahren zwischen 1941 und 1945 leitete er das Tanz- und Gesangsensemble der Kaliningrader Front. 1946 bis 1947 war Komarowski musikalischer Leiter am Moskauer Musikgastspieltheater, 1947 bis 1948 musikalischer Leiter am Moskauer Dramatischen Theater des Dzershinski-Raijons.

## Werke
- Musikalische Komödie Goldene Herzen (1940);
- Für Chor und Sinfonieorchester Überall Freude;
- Für Sinfonieorchester eine Sinfonie (1941), ein Marsch (1941) und drei Rumänische Tänze (1954);
- Für Violine und Sinfonieorchester Russische Variationen (1938), Konzert Nr. 1 (1947) und Konzert Nr. 2 (1950);
- Für Klarinette und Sinfonieorchester ein Konzert (1948);
- Für Waldhorn und Sinfonieorchester ein Konzert (1951, 2. Bearb. 1954);
- Für Kleines Sinfonieorchester Kolchos-Suite (1941) und Protjashnaja i Pljasowaja (1948);
- Für Streichorchester eine Hymne (1950);
- Für ein Russisches Volksinstrumentenorchester eine Fantasie über russische Themen (1940) und Variationen über ein russisches Thema (1949);
- Für Streichquartett I (1938) und II (1939);
- Für Violine, Violoncello und Klavier 8 Stücke über Volksthemen (1950);
- Für Violine, Kontrabass und Klavier Variationen (1951);
- Für 2 Violinen und Klavier 4 Duette über Udmurtische Themen (1954);
- Für Violine und Klavier ein Thema mit Variationen (1950), Weißrussische Rapsodie (1950), eine Sonate (1951), Russisches Lied und Volkstanz (1951), Ukrainisches Wiegenlied und Hirtenknabe (1951), Suite Kolchostag (1951), Am festlichen Feuer und Bei der Arbeit (1951), Kleiner Walzer (1951), Sammlung leichter Stücke (1953), 4 Konzerte (1954), ein Thema mit Variationen (1954);
- Für 2 Violinen Duette (2 Hefte 1952) und 43 Etüden (1952);
- Für Violoncello und Klavier ein Rondo (1936);
- Für Posaune und Klavier eine Serenade (1940);
- Für Klavier eine Suite Für Kleine (1934) und eine Sonatine (1935);
- Für Violine 38 Etüden (1950–1951);
- Für eine Stimme und Klavier Romanzen;
- Für Chor eine Hymne an die Arbeit (1946), Lied der Starken (1946) und Ernte (1948);
- Für Unterhaltungsorchester eine Fantasie über Zigeunervolksthemen (1941);
- Musik für dramatische Aufführungen (ca. 40);
- Bearbeitung von Volksliedern.